# Walkin' (フィッシュマンズの曲)
「Walkin'」は、日本のバンド・フィッシュマンズの楽曲であり、4枚目のシングルである。1993年2月19日発売。発売元はメディア・レモラス。

## 概要
- 3rdアルバム『Neo Yankees' Holiday』に先駆けてレコーディング〜リリースされ、のちに同アルバムに収録された。
- タイアップした番組（後述）にあわせ、ジャケットには佐藤伸治による犬の絵が使われている。また、裏ジャケットではメンバー全員が犬の格好をしている。
- ジャケット内側（CDの下部）には佐藤伸治による漫画『プロゴルファーJIMBOさん④』が掲載されている。
- 3rdシングル「100ミリちょっとの」のリリース後にヴァージン・ジャパンが解散したため、シングルとしては本作からメディア・レモラスからのリリースとなった。

## 収録曲
1. Walkin'（5分20秒）
作詞・作曲：佐藤伸治／編曲：中原信雄、フィッシュマンズ
2. 青空のように（2分35秒）
作詞・作曲：大瀧詠一／編曲：中原信雄、フィッシュマンズ
茂木欣一はこの曲について「フィッシュマンズのリリース作品中、唯一のカヴァー曲。逆の意味でその後の方向性を決定付けた一曲」と述べている[1]。
なお、フィッシュマンズはライヴでもこの曲を一度だけ演奏したことがある（1993年3月29日　大阪IMPホールでのライヴ）。
3. いなごが飛んでる（東京タワー・ミックス）（3分42秒）
作詞・作曲：佐藤伸治／編曲：フィッシュマンズ
楽曲の詳細は「いなごが飛んでる」のページ参照。

## エピソード
- メンバーは本シングルについて次のように語っている。
「（「Walkin'」について）この曲をタイアップという形でリリースできたことはよかったと思います。ライブでは必ず演っていて、メンバーもお客さんのウケもよかったから、いつ出そうか迷っていた曲なんですよ。ずっと暖めてきたかいがありましたね」(佐藤伸治）[2]
「うちの(親)はあの曲がいいなとかは言うけど。あの曲をシングルにしなきゃダメだとか。したら、今度、親の助言どおり「Walkin'」ってのがシングルになるんだよね(笑)」 (佐藤伸治）[3]

## 収録アルバム

### Walikn'
- 『Neo Yankees' Holiday』
- 『1991-1994 singles & more』

### 青空のように
- 『空中 ベスト・オブ・フィッシュマンズ』Disc-2

### いなごが飛んでる（東京タワーミックス）
- ※「いなごが飛んでる」のページ参照。

## 映像作品
- 『フィッシュマンズ in SPACE SHOWER TV（episode.1）』に1992年2月24日の渋谷CLUB QUATROでのワンマン・ライブにて演奏された「Walkin'」が収録されている（同年4月18日にSPACE SHOWERでオンエアされたもの）。

## タイアップ
- 1992年12月、フジテレビ系番組『わんわんバラエティ・スターはポチだ！』のED曲に「Walkin'」が使用された（OP曲は「いなごが飛んでる」）。

## 参加ミュージシャン
- 佐藤伸治: ボーカル、ギター
- 小嶋謙介: ギター
- 茂木欣一: ドラムス、コーラス
- 柏原譲: ベース
- ハカセ: キーボード